# Sarsi
Sarsi /Sarcee, Sarsee; isto i tsotli'na (earth people) ili tsuu t'ina (many people)/ su Athapaskan pleme koji su sa Sekanima i Tsattine (Dabrovima) nekada činili jedan narod, i od kojih su se odvojili. Prvi Europljani nalaze ih u području gornjeg toka Saskatchewana i Athabaske pa prema Rocky Mountainsu. Jenness (1938) smatra da su u smjeru Saskatchewana sa sjevera Sarsi potisnuti krajem 17. stoljeća.  Prvi ih spominje Matthew Cocking (Matthew Cocking) 1772-1773, a bolje su upoznati tek podizanjem trgovačke utvrde Cumberland House, jer počinju dolaziti u kontakt s trgovcima. –U ranom 19. stoljeću jahaći Indijanci koji su se dokopali vatrenog oružje postaju prijetnja. Zbog čestih napada Cree Indijanaca prisiljeni su potražiti zaštitu kod moćnih ratnika Blackfoot. Iz jezika ovog plemena i došao je za njih naziv Sarsi (od s arsi, not good).  Postojalo je još niz naziva za njih. Petitot (1891) ih naziva Castors /dabrovi/ des Prairies, Mauvais Monde des Pieds-Noirs, a spominje i naziv Tsô-Ottinč, u značenju people among the beavers. Ostali nazivi su: Tco'ko, ili Tsu'qos, Kutenai ime, koje 1892. bilježi Chamberlain;  Sussekoon, Siksika ime koje je zabilježio Henry. Crow su ih zvali Isashbahátse, ili bad robes. Tu su još nazivi Ciriés i  Circee (Franklin), i Ussinnewudj Eninnewug, stone mountain men što im ga dadoše Ottawe, a bilježi Tanner (1830). 
Sarsije uništavaju epidemije boginja 1836. i 1870, kao i šarlaha 1856. Godine 1877., zajedno sa Siksikama i Assiniboinima iz Alberte, potpisuju ugovor po kojemu prepuštaju svoja lovačka područja Dominionu (Kanadi), a oni 1880 odlaze na rezervat kod Calgaryja

## Bande
Jenness (1938)  bilježi pet bandi
- (1) Bloods, Klowanga ili Big Plume's band, miješani potomci Sarsi i Blood (Kainah) Indijanaca
- (2) Broad Grass, Tents Cut Down, ili  Crow-Child's band, miješani Cree i Sarcee, njihovo ime označave one koji su došli sa sjevera gdje je duboka gusta trava /they came from the north where the grass is thick and long?/.
- (3) People who hold aloof ili Crow-Chief's band, najčistokrvnija skupina.
- (4) Uterus ili Old Sarcee's band, dijelom Blackfoot, dijelom Sarcee.
- (5) Young Buffalo Robe ili Many Horses' band, ponekad nazivani Those who keep together.

## Kultura -Život na preriji
Život na preriji pretvorio je Sarse u pravo prerijsko pleme, adoptirajući kulturu Blackfoot Indijanaca. Oni postaju lovci na bizona, čija lubanja, po njihovom vjerovanju, posjeduje veliku snagu medicine i simbolizira moć životinje. Njihove nastambe su tepee-ji tipični za preriju. 

## Sarsi danas
Sarsi prema Mooneyu (1928.) broje 1670. možda 700 duša. Kasnije 1801. Mackenzie procjenjuje broj na 120 ratnika s ukupno 35 šatora. –Prema Sir John Franklinu (1824.) oni imaju 100 šatora, no kada se utemeljio rezervat 1880. broj im je bio znatno veći, između 400 i 450 (Jennes; 1938).  S brojnim stanjem Sarsija se manipuliralo, prema podacima za 2005 (Indian Life Online) Sarsija ima 1,093.

## Vanjske poveznice
- Tsuu T'ina  Arhivirana inačica izvorne stranice od 25. lipnja 2007. (Wayback Machine)
- Tsuu T'ina Nation  Arhivirana inačica izvorne stranice od 25. kolovoza 2006. (Wayback Machine)
- TSUU T'INA Annual Rodeo & Pow Wow  Arhivirana inačica izvorne stranice od 10. rujna 2006. (Wayback Machine)
- Sarcee